# 曳地正則
曳地正則（ひきち まさのり、1969年10月30日 - ）は、ゲーム音楽の作曲家。出身は埼玉県。
とある音楽制作会社でピアノ曲のデータを作ったりしていたが、1990年より有限会社CUBEでゲーム音楽に関わるようになり、株式会社クインテットを経て、1999年に株式会社シェードへ。クインテット時代はクインテットの公式ホームページの音楽も落合貴子とともに製作していた。

## 作品

### ゲームサウンド（作・編曲以外）
- CUBE
  - ギャラクシーフォースII （1991年 / MD / CSK総合研究所）：SE
  - ゼロウィング（1991年 / MD / 東亜プラン）
  - 鋼鉄帝国（1992年 / MD / ホット・ビィ）：SE
  - 46億年物語 はるかなるエデンへ（1992年 / SFC / エニックス）：サウンド

### ゲームサウンド
- CUBE
  - グレイランサー（1992年 / MD / NCS / メサイヤ）：岩垂徳行・溝口功・窪寺義明と共同
  - イースIV MASK OF THE SUN（1993年 / SFC / トンキンハウス）：サウンドマニピュレーター、小林美代子・窪寺義明と共同
  - ラングリッサー 光輝の末裔（1993年 / CD-ROM2 / NCS / メサイヤ）：小林美代子・藤岡央・岩垂徳行・溝口功・伊藤直之と共同
  - パワー オブ ザ ハイアード（1994年 / SFC / NCS / メサイヤ）：藤岡央・窪寺義明・天現寺広尾・遠藤智博と共同
- クインテット
  - 天地創造（1995年 / SFC / エニックス / クインテット）：小林美代子と共同
  - グランストリーム伝紀（1997年 / PS / SCE / クインテット・シェード）：小林美代子・落合貴子・田中公平と共同
  - ソロ・クライシス（1998年 / SS / クインテット）：落合貴子・金田直樹と共同
  - Code-R（1998年 / SS / クインテット）：落合貴子・十一谷明広・金田直樹と共同
  - ブライティス（1999年 / PS / SCE / シェード）：金田直樹と共同
  - 超発明BOYカニパン ヒラメキ☆ワンダーランド（1999年 / PS / タイトー / クインテット）：十一谷明広・落合貴子・小林美代子と共同
- シェード
  - Sorcerous Stabber ORPHEN 魔術士オーフェン（2000年 / PS2 / 角川書店 / ESP / シェード）
  - バトル封神（2002年 / GC / コーエー / シェード）
  - 亡国のイージス2035 〜ウォーシップガンナー〜（2005年 / PS2 / コーエー / シェード）
  - 天下人（2006年 / PS2 / セガ / シェード）
  - ああっ女神さま（2007年 / PS2 / マーベラスインタラクティブ / シェード）
  - 家庭教師ヒットマンREBORN! 禁断の闇のデルタ（2008年 / PS2・Wii / マーベラスエンターテイメント / シェード）
  - 家庭教師ヒットマンREBORN! 絆のタッグバトル（2010年 / PSP / マーベラスエンターテイメント / シェード）
  - Destory Gunnersシリーズ（シェード）
    - Destroy Gunners for GREE（2010年 / Android）/ Destroy Gunners F（2010年 / Android・iOS）
    - Destroy Gunners SP（2011年 / Android）/ Destroy Gunners SPα / Destroy Gunners SPβ（2012年 / Android・iOS）
    - Destroy Gunners ZZ for GREE（2013年 / Android）
    - Destroy Gunners SPアイスバーン!!（2016年 / Android）
    - Destroy Gunners Σ（2016年 / Android）

  - バレットガールズ（2014年 / PlayStation Vita / ディースリー・パブリッシャー / シェード）
  - クロスアンジュ 天使と竜の輪舞 tr.（2015年 / PlayStation Vita / バンダイナムコエンターテインメント / シェード）
  - バレットガールズ2（2016年 / PlayStation Vita / ディースリー・パブリッシャー / シェード）
  - ガンガンピクシーズ（2017年 / PlayStation Vita / コンパイルハート / シェード）：岩垂徳行・本山明燮・石村睦・金子憲次と共同

### アルバム
- スーパーファイヤープロレスリング・スーパーフォーメーションサッカー カップリングCD『ヒューマン スーパーF2』（1992年 / 東芝EMI / H.E.L.P.）：アレンジバージョン編曲、斉藤光浩・藤岡央・工藤崇と共同
- 雪絵れなインディーズアルバム『Stroll』（1997年 / Team Stroll）：小林美代子・落合貴子・堀向直之・飯塚博と共同